# Pesa (rivière)
Pour les articles homonymes, voir Pesa.
La Pesa est un cours d'eau toscan long de 53 km, un des affluents de l'Arno, qui naît au borro del Baratro di Monte San Michele sur la commune de  Greve in Chianti, qui passe d'abord en  Province de Sienne, par les communes de Radda in Chianti et de  Castellina in Chianti, et ensuite en Province de Florence.
Il parcourt le Valdipesa à une altitude moyenne de 286 m et ses affluents sont, à droite, le torrent Terzona, et à gauche, les torrents Cerchiaio, Virginio et Turbone, et pour ces raisons, a un régime torrentiel en hiver et au printemps et est à sec en été.

## Le bassin de la  Pesa
- Greve in Chianti (Florence)
- Radda in Chianti (Sienne)
- Castellina in Chianti (Sienne)
- Tavarnelle Val di Pesa (Florence)
- San Casciano in Val di Pesa (Florence)
- Montespertoli (Florence)
- Scandicci (Florence)
- Lastra a Signa (Florence)
- Montelupo Fiorentino (Florence)

## Sources
- (it) Cet article est partiellement ou en totalité issu de l’article de Wikipédia en italien intitulé « Pesa » (voir la liste des auteurs).